# Senele Dlamini
Pour les articles homonymes, voir Dlamini.
Senele Dlamini (née le 1er avril 1992) est une nageuse swazie spécialisée dans les épreuves de Nage Libre et de Dos. Elle a représenté son pays, le Swaziland, aux Jeux olympiques d'été de 2008, terminant parmi les 65 meilleures nageuses au 50 m libre. 
Senele Dlamini a reçu une invitation de la FINA pour participer au 50 m nage libre aux Jeux olympiques d’été de 2008 à Beijing. En nageant à l'extérieur dans la quatrième série, Dlamini a franchi la barrière des 28 secondes pour prendre la deuxième place avec un record personnel de 28s70, mais a pris plus d'une demi-seconde de retard sur la vainqueur, Ximene Gomes du Mozambique. Dlamini n'a pas réussi à se qualifier pour les demi-finales, puisqu'elle s'est classée soixante et unième sur quatre-vingt-douze nageurs lors des séries. 